# Journalisme littéraire
 (février 2021).
La mise en forme du texte ne suit pas les recommandations de Wikipédia : il faut le « wikifier ».
Les points d'amélioration suivants sont les cas les plus fréquents :
- Les titres sont pré-formatés par le logiciel. Ils ne sont ni en capitales, ni en gras.
- Le texte ne doit pas être écrit en capitales (les noms de famille non plus), ni en gras, ni en italique, ni en « petit »…
- Le gras n'est utilisé que pour surligner le titre de l'article dans l'introduction, une seule fois.
- L'italique est rarement utilisé : mots en langue étrangère, titres d'œuvres, noms de bateaux, etc.
- Les citations ne sont pas en italique mais en corps de texte normal. Elles sont entourées par des guillemets français : « et ».
- Les listes à puces sont à éviter, des paragraphes rédigés étant largement préférés. Les tableaux sont à réserver à la présentation de données structurées (résultats, etc.).
- Les appels de note de bas de page (petits chiffres en exposant, introduits par l'outil «  Source ») sont à placer entre la fin de phrase et le point final[comme ça].
- Les liens internes (vers d'autres articles de Wikipédia) sont à choisir avec parcimonie. Créez des liens vers des articles approfondissant le sujet. Les termes génériques sans rapport avec le sujet sont à éviter, ainsi que les répétitions de liens vers un même terme.
- Les liens externes sont à placer uniquement dans une section « Liens externes », à la fin de l'article. Ces liens sont à choisir avec parcimonie suivant les règles définies. Si un lien sert de source à l'article, son insertion dans le texte est à faire par les notes de bas de page.
- La présentation des références doit suivre les conventions bibliographiques. Il est recommandé d'utiliser les modèles {{Ouvrage}}, {{Chapitre}}, {{Article}}, {{Lien web}} et/ou {{Bibliographie}}. Le mode d'édition visuel peut mettre en forme automatiquement les références.
- Insérer une infobox (cadre d'informations à droite) n'est pas obligatoire pour parachever la mise en page.

Pour une aide détaillée, merci de consulter Aide:Wikification.
Si vous pensez que ces points ont été résolus, vous pouvez retirer ce bandeau et améliorer la mise en forme d'un autre article.
Le journalisme littéraire (également connue sous le nom de non-fiction littéraire) est un genre d'écriture qui utilise des styles et des techniques littéraires pour créer des récits factuellement précis. La non-fiction littéraire se distingue d'autres écritures non-fictives, telles que la rédaction académique ou technique ou le journalisme, qui est également enracinée dans des faits exacts mais ne sont pas écrite pour divertir par l'usage d'un style particulier.

## Caractéristiques et définition
Pour qu'un texte soit considéré comme du journalisme littéraire il doit être exact sur le plan factuel et rédigé en accordant une attention particulière au style et à la technique littéraires. "En fin de compte, le principal objectif de l'écrivain de non-fiction littéraire est de communiquer des informations, tout comme un journaliste, mais de les agencer d'une manière qui se lise comme de la fiction." Les formes de ce genre comprennent la biographie, l' autobiographie, les mémoires, le journal intime, l'écriture de voyage, l'écriture culinaire, le journalisme littéraire, la chronique, les essais personnels et d'autres essais hybrides. Selon Vivian Gornick, "Les mémoires sont un récit tiré de la vie - c'est-à-dire d'événements réels, non imaginés - racontés par un narrateur à la première personne qui est indéniablement l'écrivain. Au-delà de ces strictes exigences, il a la même responsabilité que le roman ou la nouvelle : façonner une expérience pour qu'elle passe d'un récit d'intérêt privé à un qui aura un sens pour le lecteur indifférent." Le critique Chris Anderson affirme que le genre peut être mieux compris en le divisant en deux sous-catégories - l'essai personnel et l'essai journalistique - mais le genre est actuellement caractérisé par son manque de conventions établies.
La critique littéraire Barbara Lounsberry - dans son livre The Art of Fact - suggère quatre caractéristiques constitutives du genre, dont la première est "un sujet choisi dans le monde réel par opposition à "inventé" dans l'esprit de l'écrivain". À savoir que les sujets et événements discutés dans le texte existent de manière vérifiable dans la réalité. La deuxième caractéristique est la "recherche exhaustive" qui, selon elle, permet aux écrivains "de nouvelles perspectives sur leurs sujets" et "leur permet également d'établir la crédibilité de leurs récits à travers des références vérifiables dans leurs textes". La troisième caractéristique, posée par  Lounsberry comme cruciale dans la définition du genre, est "La scène". Elle insiste sur l'importance de décrire et de faire revivre le contexte des événements par opposition au style journalistique typique du reportage objectif. Le quatrième et dernier trait qu'elle propose est "Une écriture fine : un style de prose littéraire". "Un sujet vérifiable et une recherche exhaustive garantissent le côté non fictif de la non-fiction littéraire ; la forme et la structure narratives exposent le talent artistique de l'écrivain ; et enfin, son langage poli révèle que le but a toujours été la littérature.
La non-fiction créative peut être structurée comme des récits de fiction traditionnels. On peut donner comme exemples Geography of the Heart de Fenton Johnson et Rescuing Patty Hearst de Virginia Holman. Lorsque les œuvres de non-fiction littéraire atteignent la longueur d'un livre et suivent un arc narratif, elles sont parfois appelées désignée en anglais non-fiction narrative . D'autres livres, tels que This Is Your Brain on Music de Daniel Levitin et The World in Six Songs, utilisent des éléments d'élan narratif, de rythme et de poésie pour mettre en place une recherche littéraire. La non-fiction littéraire échappe souvent complètement aux frontières traditionnelles de la narration, comme cela se produit dans les plaisanteries douces-amères de l'essai de Natalia Ginzburg, "He and I".
Les auteurs de non-fiction littéraire adoptent de nouvelles façons de constituer leurs textes - y compris les technologies en ligne - parce que le genre se prête à de grandes expérimentations. Des douzaines de nouvelles revues ont vu le jour - à la fois sur papier et en ligne - mettant en avant la non-fiction littéraire dans leurs contenus.

## Éthique et exactitude
Les auteurs de journalisme littéraire discutent souvent du niveau et des limites de l'invention dans leurs œuvres et justifient les approches qu'ils ont adoptées pour raconter des événements réels. Melanie McGrath, dont le livre Silvertown, un récit de la vie de sa grand-mère, est "rédigé dans la langue d'un romancier", écrit dans la suite de ce texte, Hopping, que les faits connus de ses histoires sont "la toile sur laquelle j'ai brodé. Certains faits ont glissé entre les trous - nous ne les connaissons plus et n'avons aucun moyen de les vérifier - et dans ces cas, j'ai repensé des scènes ou reconstitué des événements d'une manière qui, je crois, reflète l'essence de la scène ou de l'événement dans le l'esprit et le cœur des gens qui l'ont vécu. [...] À mon avis, ce bricolage littéraire ne modifie pas la vérité la plus profonde de l'histoire." Nuala Calvi, auteur de The Sugar Girls, une histoire romanesque basée sur des entretiens avec d'anciens ouvriers d'une sucrerie, propose une idée similaire : "Bien que nous ayons essayé de rester fidèles à ce que les personnes interrogées nous ont dit, à une distance de plus d'un demi-siècle, de nombreux souvenirs sont naturellement incomplets et, quand cela fut nécessaire, nous avons utilisé nos propres recherches et notre imagination pour combler les lacunes. [...] Cependant, l'essence des histoires relatées ici est vraie, car elles nous ont été racontées par ceux qui les ont vécues personnellement."
Ces dernières années, il y a eu plusieurs incidents médiatisés d'auteurs de mémoires qui ont modifié ou fabriqué certains faits dans leur travail. Par exemple :
- En 1998, l'écrivain et journaliste suisse Daniel Ganzfried a révélé que les mémoires de Binjamin Wilkomirski, Fragments. Une enfance, 1939-1948, détaillant ses expériences en tant qu'enfant survivant de l' Holocauste, contenaient des inexactitudes factuelles majeures[14].
- La controverse James Frey a frappé en 2006, lorsque le site Web The Smoking Gun a révélé que les mémoires de Frey, Mille morceaux, contenaient des expériences qui se sont avérées inventées[15].
- En 2008, le New York Times a publié un article sur la mémoriste Margaret Seltzer, dont le pseudonyme est Margaret B. Jones. Son éditeur, Riverhead Books, a annulé la publication du livre de Seltzer, Love and Consequences, lorsqu'il a été révélé que l'histoire de Seltzer sur ses expériences présumées en grandissant en tant qu'enfant adoptif mi-blanc, mi-amérindien et membre du gang des Bloods dans le centre-sud de Los Angeles était fictive.

Bien qu'il y ait eu des cas de journalistes traditionnels et littéraires falsifiant leurs histoires, l'éthique appliquée à la non-fiction littéraire est la même que celle qui s'applique au journalisme. La vérité est supposée être confirmée, seul son récit pouvant prendre une forme littéraire. L'essayiste John D'Agata explore la question dans son livre de 2012 Que faire de ce corps qui tombe. Il y examine la relation entre la vérité et l'exactitude, et s'il est approprié pour un écrivain de substituer l'un à l'autre. Le livre présente un projet d'article de D'Agata, les remarques du vérificateur de faits Jim Fingal et le débat, parfois intense entre les deux quant aux limites de la non-fiction littéraire.

## Critique littéraire
Il y a très peu de critiques littéraires publiées sur les œuvres de non-fiction littéraire, malgré le fait que le genre est souvent publié dans des publications respectées telles que The New Yorker, Vanity Fair, Harper's et Esquire. Une poignée d'écrivains les plus reconnus du genre tels que Robert Caro, Gay Talese, Joseph Mitchell, Tom Wolfe, John McPhee, Joan Didion, John Perkins, Ryszard Kapuściński, Helen Garner et Norman Mailer ont vu quelques critiques sur leurs plus importants travaux. "Les critiques à ce jour, cependant, ont eu tendance à se concentrer sur seulement un ou deux des œuvres de chaque écrivain, pour illustrer des points critiques particuliers."